# Histoire de l'United States Army
L’histoire de l'United States Army remonte à 1775, date de sa création. L'United States Army est l’une des principales composantes des forces armées des États-Unis. Elle est principalement chargée du combat au sol et de l'occupation militaire. Elle demeure dans un format relativement petit en temps de paix jusque dans les années 1940. Après la Seconde Guerre mondiale et avec l’avènement de la guerre froide, le nombre de militaires actifs reste conséquent. En 1947, l'United States Air Force devient complètement indépendante des forces aériennes de l'US army. L'US Army est sous le contrôle du département de la Guerre des États-Unis jusqu'en 1947. Elle dépend depuis du département de l'Armée des États-Unis et du département de la Défense des États-Unis. L'armée américaine a combattu lors de nombreuses guerres ; on peut citer la guerre d'indépendance des États-Unis, la guerre anglo-américaine de 1812 (1812-1815), la guerre de Sécession (1861-1865), la guerre hispano-américaine (1898), la Première Guerre mondiale (1917-1918), la Seconde Guerre mondiale (1941-1945), la guerre de Corée (1950-1953) et la guerre du Viêt Nam (1965-1971). Après la fin de la guerre froide en 1991, les guerres ont eu lieu au Moyen-Orient, avec la guerre du Golfe en 1991, et la guerre d'Irak, et de la guerre d'Afghanistan.
Lorsque la révolution américaine débute en avril 1775, les révolutionnaires coloniaux ne disposent pas encore d’armée. Auparavant, chaque colonie s’appuyait sur une milice (Militia (United States) (en)), composée de civils et soldats à temps partiel. Les premiers ordres du Congrès des États-Unis autorisent la création de dix compagnies de fusiliers. Le premier plein régiment d'infanterie, le 3e régiment d'infanterie n'est créé qu'en juin 1784. Après la guerre, l'Armée continentale a rapidement été démantelée en raison de la méfiance des Américains envers les armées permanentes. Les milices irrégulières des États redeviennent la seule armée de terre de la nation, à l'exception du First American Regiment (en) chargé de garder les frontières du Territoire du Nord-Ouest et d'une batterie d'artillerie chargée de défendre l'arsenal de West Point.
Lors de la guerre anglo-américaine de 1812, les troupes américaines tentent une invasion du Canada qui échoue, et elles ne peuvent empêcher l’incendie de Washington par les troupes Britanniques. Cependant, l'armée régulière, menée par les généraux Winfield Scott et Jacob Brown, s'avère finalement suffisamment professionnelle et capable de contrer une invasion majeure de l'armée britannique lors de la campagne du Niagara de 1814. Entre 1815 et 1860, le rôle principal de l'armée est le contrôle des Indiens de l'Ouest et des stations côtières d'artillerie situées dans les principaux ports. Les États-Unis utilisent des unités régulières et de nombreuses unités de volontaires pour lutter contre le Mexique entre 1846 et 1848. Au début de la guerre civile américaine, l'armée régulière américaine est relativement faible et généralement chargée de défendre les frontières contre les attaques des Amérindiens. Après la guerre civile, l'armée américaine poursuit sa longue bataille contre les Amérindiens, qui résistent à l'expansion des États-Unis sur le territoire nord-américain.
Pour combattre dans la Première Guerre mondiale, le département de la Guerre des États-Unis forme, en 1917, une armée constituée à la fois de conscrits et de volontaires. Ce schéma est reproduit lors de la Seconde Guerre mondiale (Army of the United States (en)). La fin de la Seconde Guerre mondiale initie la guerre froide. Les troupes américaines et leurs alliés combattent les forces communistes en Corée et au Vietnam (voir Théorie des dominos). Les années 1980 sont pour l’essentiel une décennie de réorganisation. L'armée se convertit en une force entièrement professionnelle et bénévole mettant davantage l'accent sur la formation et la technologie. À partir de 1989, la guerre froide tire à sa fin et l'armée réagit en commençant à planifier une réduction de ses forces. Après l’opération Desert Storm, l'armée ne participe plus à aucune grande opération avant le début des années 2000. Après les attentats du 11 septembre 2001, et dans le cadre de la guerre mondiale contre le terrorisme, les États-Unis envahissent l'Afghanistan en 2001, puis l'Irak en 2003. La participation des troupes de l’US Army dans ces conflits sera prépondérante.

## Armée continentale

### Origine
Lorsque la révolution américaine commence à la bataille de Lexington et Concord en avril 1775, les révolutionnaires coloniaux ne disposent pas d’une armée de métier. Chaque colonie s'appuie sur sa milice, composée de civils, soldats à temps partiel (Militia (United States) (en)), pour la défense locale. Les colonies ne constituent des régiments provinciaux que de manière temporaire pour résoudre des crises spécifiques comme lors de la guerre de la Conquête. Alors que les tensions avec la Grande-Bretagne augmentent dans les années qui précédent la guerre, les colons, introduisent une réforme de leur milice afin de se préparer pour un conflit potentiel. La formation des miliciens s'accélère après la promulgation des actes intolérables par le Parlement britannique en 1774. Des colons tels que Richard Henry Lee proposent alors la création d'une force nationale, mais le Premier Congrès continental rejette l'idée
Le 23 avril 1775, le Congrès de la Province du Massachusetts autorise la levée d'une armée coloniale composée de 26 régiments. Il est rapidement suivi dans cette entreprise par le New Hampshire, le Rhode Island et le Connecticut qui lèvent des troupes mais en plus petit nombre. Le 14 juin 1775, le Second Congrès continental décide la création d'une armée continentale à des fins de défense commune, en intégrant les forces qui assiègent Boston (22 000 soldats) et à New York (5 000). Il décide également la levée des dix premières compagnies de troupes continentales sur la base d’un engagement d'un an, des fusiliers de Pennsylvanie, du Maryland, du Delaware et de la Virginie utilisés comme infanterie légère, qui deviendra le 1er Régiment Continental (1st Pennsylvania Regiment (en)) en 1776. Le 15 juin, le Congrès nomme George Washington en tant que Commandant en chef par un vote unanime,,.

### Organisation
Les premiers ordres du Congrès autorisent la création de dix compagnies de fusiliers. Cependant, le premier régiment complet d'infanterie de l'US Army, le 3e régiment d'infanterie n'est opérationnel qu'en juin 1784 (First American Regiment (en)). Après l'autorisation de la création d'une armée continentale, le Congrès crée le 16 juin 1775 plusieurs départements pour soutenir les opérations de l'armée. Ces quatre départements sont plus tard renommés comme Corps : le Adjutants General of the U.S. Army (en), le Corps du génie de l'armée des États-Unis, le Finance Corps (en) et le Quartermaster Corps (United States Army). Le Congrès autorise par la suite la création des unités d’artillerie de campagne et de la cavalerie des États-Unis, respectivement en novembre 1775 et décembre 1776.
- L'armée continentale de 1775 est organisée par Washington en trois divisions, six brigades, 38 régiments. Dix régiments sont placés sous les ordres du major-général Philip Schuyler à New York qui doit envahir le Canada.
- L'armée continentale de 1776, est réorganisée avec l'arrivée à terme de la période initiale d'engagement des soldats. Washington soumet des recommandations au Congrès Continental presque immédiatement après sa nomination au poste de commandant en chef, mais ceux-ci ont pris le temps d'examiner et de les mettre en œuvre. Et malgré les tentatives pour élargir la base de recrutement au-delà de la Nouvelle-Angleterre, l'armée de 1776 demeure structurellement attachée au nord-est à la fois en matière de composition et de concentration géographique. Cette armée se compose de 36 régiments, composés de 768 hommes chacun et sous-divisés en huit compagnies.
- L'armée continentale de 1777 à 1780 est le résultat de plusieurs réformes critiques et de décisions politiques prises en réponse à l’envoi massif de troupes par les Britanniques. Le Congrès Continental adopte la Résolution des Quatre-vingt-huit Bataillons, qui commande à chaque État de contribuer en termes de bataillons en proportion à leur population. Washington est par la suite autorisé à soulever 16 bataillons supplémentaires. En outre, les termes d’enrôlement ont été étendus à trois ans pour éviter les crises de fin d'année comme en 1776 avec le quasi-effondrement des effectifs de l'armée.
- L'armée continentale de 1781 à 1782 subit une crise car le Congrès en faillite, ne peut que difficilement financer la reconstitution des effectifs des soldats dont le mandat de trois ans a expiré. Le soutien populaire à la guerre est aussi à son plus bas niveau. Washington doit mettre fin à plusieurs mutineries à la fois dans la Pennsylvania Line (en) et la New Jersey Line (en). Si le Congrès effectue des coupes dans le financement de l'armée, Washington réussit néanmoins à assurer des victoires stratégiques importantes. Avec la paix, la plupart des régiments sont dissous et l’armée continentale est remplacée par la United States Army qui persiste à ce jour.

En plus de l’armée continentale, les unités de milice (Militia (United States) (en)) composées des minutemen, soulevées et financées par les États, participent aux combats pendant toute la guerre. Parfois, elles fonctionnent indépendamment de l'armée continentale, mais le plus souvent elles sont appelées à soutenir et à augmenter les troupes de l'armée continentale comme à la bataille de Cowpens.

### Formation
Friedrich Wilhelm von Steuben est l'un des pères fondateurs de l'US Army. Il sert comme inspecteur général et Major-général de l'Armée continentale où il est principalement chargé de la formation, de la discipline et de la tactique militaire. Il a écrit Regulations for the Order and Discipline of the Troops of the United States (en) (Règlements pour l'ordre et la discipline des troupes des États-Unis), qui sert de manuel de référence pour l’armée jusqu'à la guerre anglo-américaine de 1812 et est utilisé pour des exercices tactiques jusqu'à la Guerre américano-mexicaine de 1846.
Steuben introduit un système de formation progressive qui débute par l'école du soldat et continue à l'école du régiment. Si chaque commandant de compagnie est responsable de l'entraînement des recrues, l'instruction est réalisée par les meilleurs sergents sélectionnés à cet effet. Les premiers résultats de la formation de Steuben s’expriment à partir du printemps 1778 aux batailles de Barren Hill en mai et de Monmouth en juin 1778. Il est aussi à l’origine de l'entraînement et de l’utilisation de la baïonnette dans l’armée américaine. À la bataille de Stony Point (en), les soldats américains ont attaqué avec des fusils déchargés et ont gagné la bataille uniquement par la force des baïonnettes. Steuben revit également l’organisation des camps et instaura des mesures d’hygiène encore en vigueur un siècle et demi plus tard. Il redisposa par exemple les latrines et les cuisines à l'intérieur des camps de l'armée. Ses inspections ont permis de sauver la vie d'un nombre de soldats évalué entre 5000 et 8000.

### Opérations
Washington contraint les Britanniques à évacuer Boston en mars 1776, mais après la bataille de Long Island et le débarquement de Kips Bay durant l'été 1776, il perd New York et doit se retirer en Pennsylvanie devant l'avancée britannique. Il décide de continuer le combat durant l'hiver alors que les Britanniques installent leurs quartiers et traversent le fleuve Delaware en décembre. Dans les semaines qui suivent, début 1777, il bat les Britanniques dans deux batailles à Trenton et à Princeton et reprend le New Jersey. L’élan à la cause Patriot trouve un nouveau souffle. Cependant, le général britannique William Howe bat les troupes américaines à la bataille de Brandywine et s’empare de Philadelphie, le siège du Congrès des États-Unis. La victoire américaine à la bataille de Saratoga en septembre et octobre 1777 marque pourtant un tournant décisif dans la guerre. Une armée entière est vaincue et faite prisonnière. L’hiver suivant est terrible pour l’armée américaine qui perd plus de 2 500 hommes à Valley Forge en raison du froid et des maladies.
À partir de 1778, le conflit s'internationalise avec l'entrée en jeu des Français, puis des Espagnols en 1779 aux côtés des Américains. En juin 1778, les troupes britanniques évacuent Philadelphie pour se concentrer sur la défense de New York et subissent une défaite lors de ce retrait, à la bataille de Monmouth. À partir de 1779, devant le peu de résultats obtenus au nord, les Britanniques décident de déplacer le conflit vers les États du Sud, censés plus favorables à leur cause. Savannah est alors occupée par les Britanniques et les forces américaines échouent à reprendre la ville en octobre 1779. Entre 1780 et 1781, la guerre se poursuit dans le Sud sans favoriser l’un des adversaires. Mais en octobre 1781 à la bataille de Yorktown, soutenues par les Français, les troupes américaines écrasent les forces britanniques et font plus de 7 000 prisonniers, le quart des forces britanniques engagées dans la guerre. Cette victoire marque le tournant de la guerre et pousse les Britanniques à négocier la paix. Le traité de Paris est signé le 3 septembre 1783.
En 1782, Washington crée la Purple Heart accordée aux soldats blessés ou tués au service de l'armée américaine. Grâce à sa stratégie, les forces américaines capturent deux grandes armées britanniques à Saratoga en 1777 et Yorktown en 1781. Les historiens louent Washington pour la sélection et la supervision de ses généraux, son encouragement au moral des troupes et sa capacité à conserver la cohésion de son armée. Il est aussi reconnu pour la coordination qu'il a développée entre les unités de la milice et l'armée, et l'attention qu'il porte aux fournitures, à la logistique et à la formation. Dans la bataille, cependant, Washington a aussi été déjoué à plusieurs reprises par les généraux britanniques qui disposaient de plus grandes armées. Après la victoire, Washington fait échec à une conspiration qui voulait donner le pouvoir aux militaires, suscitée par le mécontentement des officiers et des soldats de l'armée continentale qui ne reçoivent plus leur solde,. Il démissionne, en 1783, de sa fonction de général.
Après la guerre, l'armée continentale est rapidement démantelée dans le contexte de la méfiance américaine pour les armées permanentes. Les milices redeviennent la principale force de l’armée de terre de la nouvelle nation. En juin 1784, l'armée américaine se résume à 80 militaires, un régiment d'artillerie composé de 55 hommes et chargé de garder l'arsenal de West Point, et un détachement de 25 hommes, à Fort Pitt, pour garder la frontière ouest.

### Évolution
Sur le plan militaire, l’innovation tactique n’est pas radicale. La révolution américaine représente l'aboutissement d'une tendance, débutée avec la guerre de la Conquête, où l'on emploie des troupes légères en tirailleurs, en collaboration avec des formations linéaires traditionnelles. L’armée américaine s’est efforcée de développer les mêmes compétences que les Britanniques dans la tactique d'infanterie de ligne. Washington est lui-même un conservateur militaire, et le programme de formation de Friedrich Wilhelm von Steuben est conçu pour équiper les troupes américaines afin de combattre à la mode européenne avec cependant une utilisation accrue de l'infanterie légère. De même, les tactiques de guérilla employées par la milice, ne sont pas le produit des généraux de l’armée régulière.
La révolution américaine a entraîné deux écoles de pensée opposées sur la politique militaire à tenir : celle préconisant une grande armée régulière et l'autre le recours à la milice comme rempart de la défense nationale. Washington lui-même ne croit pas que la république naissante a besoin d'une grande armée, dans la mesure où la milice pourrait être organisée pour former une réserve nationale fiable avec un service national en cas d'urgence ou de guerre. Cette idée s’inscrit dans la déclaration d’indépendance avec l’implication de tous les citoyens pour la chose militaire. À cette date, la défense des Américains ne repose pas sur une armée professionnelle au sens européen. C’est une armée du peuple luttant pour une cause. Dans ce sens, la révolution américaine démocratise la guerre, un processus qui conduit finalement à la nouvelle notion de nation en armes.

## Les débuts de l'armée fédérale

### Réorganisation
En raison de la poursuite du conflit avec les Amérindiens, la nécessité de disposer d’une armée permanente s’impose. En juin 1784, le Congrès des États-Unis autorise la création de huit compagnies d'infanterie et deux compagnies d'artillerie et l'engagement de 700 soldats afin de protéger les territoires du Nord-Ouest. Ces effectifs allaient devenir le noyau d'une nouvelle armée régulière et former le First American Regiment (en) commandé par le lieutenant-colonel Josiah Harmar. En réponse à des troubles dans le Massachusetts et de l’agitation sur la frontière, le Congrès autorise le 20 octobre 1786 l’augmentation du nombre de soldats, qui passe de 700 à 2 040. Ces nouvelles troupes forment le Legionary Corps. Cette dernière est constituée d’un bataillon d’artillerie composé de quatre compagnies, un bataillon de fusiliers composé de quatre compagnies, trois régiments d’infanterie composés de huit compagnies et de deux troupes de dragons. Le contingent New Jersey' de la force du colonel Harmar est envoyé à Fort Stanwix, dans l'État de New York, pour pousser les négociations avec les Iroquois sur la question des terres. Le reste de la force rejoint Fort McIntosh, à trente miles sur la rivière Ohio de Fort Pitt, où des négociations similaires sont menées avec les Amérindiens. Les troubles dans le Massachusetts liés à la Révolte de Shays furent réglés par la milice locale menée par Benjamin Lincoln avant que les troupes régulières ne puissent être mises en action.
La convention de 1787 avait aussi pour but de régler la question militaire en renforçant les pouvoirs du gouvernement fédéral à ce sujet. En effet, les inquiétudes concernant l’équilibre des pouvoirs est au cœur des débats de la convention. Et la méfiance d’une partie de la population américaine et de ses représentants vis-à-vis d’une armée permanente qui pourrait être détournée de son but au profit d’un pouvoir usurpateur agite les débats. Le compromis final répond donc à ces inquiétudes par un système de contrôle et d'équilibre lors de la rédaction de la nouvelle Constitution. L’adoption de la Constitution en 1787 donne officiellement au Congrès le pouvoir de lever et d'entretenir une armée et une marine ainsi que le pouvoir de déclarer la guerre. Elle fait aussi du Président des États-Unis le commandant en chef de l'armée américaine. Si le Congrès peut aussi faire appel à la milice pour exécuter les lois fédérales, réprimer les insurrections et repousser les invasions, les États conservent le pouvoir de nommer leurs officiers et restent chargés de leur formation.
En avril 1789 Washington devient le premier président en vertu de la nouvelle Constitution et le 7 août, le Congrès crée le département de la Guerre des États-Unis avec à sa tête, le général Henry Knox, premier secrétaire à la Guerre des États-Unis. Harmar est confirmé à la tête de la petite armée. Le 29 septembre 1789, un acte du Congrès reconnaît rétroactivement l'établissement d'une force de 700 hommes pour sécuriser la frontière et la création des compagnies d'artillerie créées en 1786. Toutes les troupes, à l'exception des deux compagnies d'artillerie retenues après la révolte de Shays, stationnent le long de la rivière Ohio, dans une série de forts construits après 1785.
Au tournant du XVIIIe siècle, les menaces d’invasions contre la jeune république sont faibles. Les Britanniques sont occupés en Europe par la France et la Quasi-guerre contre cette dernière occupe essentiellement l’US Navy nouvellement créée. De plus, le manque d'argent ainsi que les divergences entre États, additionné aux difficultés de recrutement éprouvées par l'armée fédérale bloquent son développement. Compte tenu de ces éléments, l’US Army demeure dans un format relativement restreint.

### Les guerres indiennes
Après la signature du traité de Versailles en 1783, les Britanniques cèdent aux États-Unis de vastes territoires à l'ouest des Appalaches. La colonisation de ces territoires indiens par les Américains va confronter la république aux attentes des colons qui réclament la protection fédérale contre les Indiens. Et l'expansion de la colonisation provoque un premier conflit concrétisé par la guerre amérindienne du Nord-Ouest. Washington appelle alors à une démonstration de force contre les Amérindiens. Le Congrès autorise pour cela l'envoi d'une force régulière appuyée par la milice, pour frapper les indiens Miamis. En juin 1790, il ordonne au général Harmar de prendre la tête de l'expédition. L'armée régulière composée de 330 soldats est soutenue par une milice d'environ un millier d'hommes non formés et indisciplinés. Repoussé par les Amérindiens, subissant de lourdes pertes, Hamar est contraint à la retraite vers Fort Washington à l'automne 1790. La campagne de Harmar est un échec complet. Washington décide l'envoi d'une seconde expédition contre les Amérindiens du Nord-Ouest en 1791 avec la levée de 2 000 hommes supplémentaires sur une durée de six mois. Le gouverneur du territoire du Nord-Ouest Arthur St. Clair prend la tête de l'expédition. Les troupes de St. Clair quittent Fort Washington, fortes d'environ 600 soldats réguliers, soit presque la totalité des forces d'infanterie de l'armée américaine, et d'environ 800 enrôlés et 600 miliciens. Alors que les troupes campent à proximité de ce qui est aujourd'hui Fort Recovery dans l'Ohio, les Amérindiens menés par Little Turtle, attaquent par surprise le camp américain et lui infligent une cuisante défaite lors de la bataille de la Wabash, le 4 novembre 1791. Les troupes américaines comptent 637 morts et 263 blessés. Cette bataille est la plus importante défaite infligée aux États-Unis par les Amérindiens, et en matière de pourcentage de pertes, c'est la plus terrible défaite de toute l'histoire militaire américaine,.
C’est dans ce contexte que le gouvernement décide la création en 1792 de la Légion des États-Unis. En effet Washington décide de monter une troisième expédition menée par le Maj. Gen. Anthony Wayne. Dans cette optique, le Congrès double l'effectif de l'armée régulière en prévoyant trois régiments supplémentaires. Le Congrès a également suivi la proposition du secrétaire à la Guerre Henry Knox de réorganiser l'armée sous la forme d’une légion. Cette dernière organise l’ensemble des armes sous un seul commandement. Au lieu de régiments, l'armée est composée de quatre sous légions, chacune commandée par un général de brigade et composé de deux bataillons d'infanterie, d'un bataillon de fusiliers, d'une compagnie d'artillerie et d'une troupe de dragons. En juillet 1794, Wayne conduit une force d'environ 3 000 hommes dont des unités de milices à cheval à proximité de Fort Miami (Ohio) (en). À cet endroit les forces américaines affrontent 1 500 guerriers amérindiens le 20 août 1794 lors de la bataille de Fallen Timbers. Il faut moins d'une heure aux troupes américaines bien mieux entraînées et équipées que lors des deux expéditions précédentes pour infliger une sévère défaite aux combattants amérindiens. La victoire décisive des États-Unis met fin à la guerre amérindienne du Nord-Ouest et aux hostilités avec les Amérindiens jusqu'à la guerre de Tecumseh en 1811. Le Traité de Greenvilled en 1795 entérine cette victoire contre les amérindiens, qui doivent céder toutes leurs terres dans l'Ohio.
Cependant, les colons continuent de coloniser les terres revendiquées par les Amérindiens. Le chef amérindien Tecumseh organise alors la résistance en créant une confédération tribale soutenue par les Britanniques. Le gouverneur du territoire de l'Indiana William Henry Harrison soutenu par le secrétaire à la Guerre William Eustis décide à l'été 1811 de frapper les Amérindiens. Une force composée de 300 soldats réguliers et de 650 miliciens est mobilisée. Les négociations ayant échoué, les deux armées engagent le combat à Battle Ground le 7 novembre 1811. Lors de la bataille de Tippecanoe, les Américains finissent par repousser les forces de Tecumseh. Si cette défaite est un lourd revers pour la confédération amérindienne, cela ne met pas un terme aux conflits le long de la frontière du Nord-ouest. Soutenue par les Britanniques, la confédération va prendre part aux côtés de ces derniers lors de la guerre anglo-américaine de 1812 qui débute six mois plus tard. La résistance amérindienne ne prendra fin dans la région qu’avec la mort de Tecumseh lors de la bataille de la rivière Thames en octobre 1813.

### Guerre anglo-américaine de 1812
Lors de la guerre anglo-américaine de 1812, deuxième et dernière guerre américaine contre les Britanniques, les résultats de l’US Army sont relativement mitigés. La tentative d’invasion du Canada est un échec, et les troupes américaines se montrent incapables d'arrêter les Britanniques qui incendient la nouvelle capitale Washington, DC. Cependant, l'armée régulière, menée par les généraux Winfield Scott et Jacob Brown, prouve son professionnalisme et se montre capable de repousser une invasion majeure de l'armée britannique lors de la campagne du Niagara en 1814. Et la nation célèbre la grande victoire de l'armée sous Andrew Jackson, à la Bataille de la Nouvelle-Orléans en janvier 1815, mettant ainsi fin à la guerre sur une bonne note.

## XXesiècle
En 1904, l'armée d'active a un effectif de 60 183 militaires, plus un corps médical de 3 167 membres, les Phillipines Scouts comptant 4 078 membres, et un régiment de Porto Rico de 570 membres. La garde nationale des États-Unis comptant 115 937 membres.

### Première Guerre mondiale

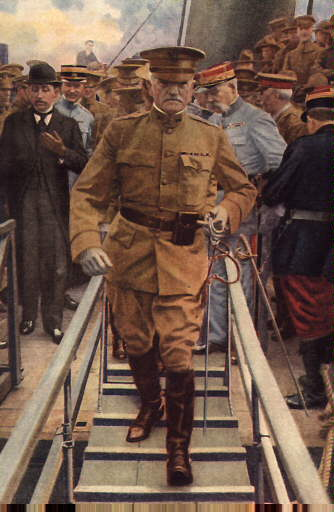
Le général John Pershing.

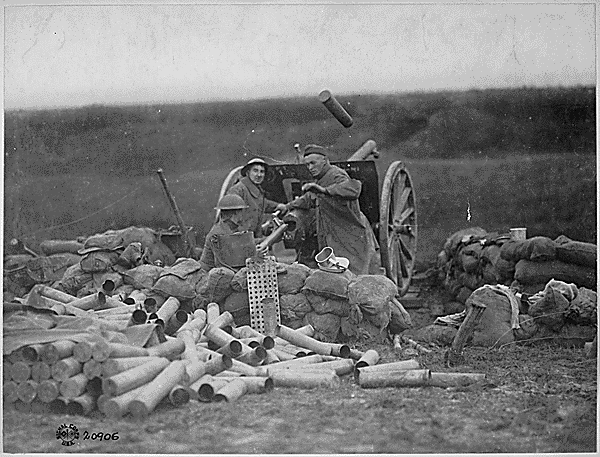
Premier tir américain sur le front lorrain, le 9 février 1918 près de Beaumont (France). La douille éjectée est encore en l'air qu'un nouvel obus est déjà introduit dans le canon. Ce canon de 75 pouvait tirer 6 à 20 obus par minute. Chaque obus à balles contenait 280 billes de plomb.

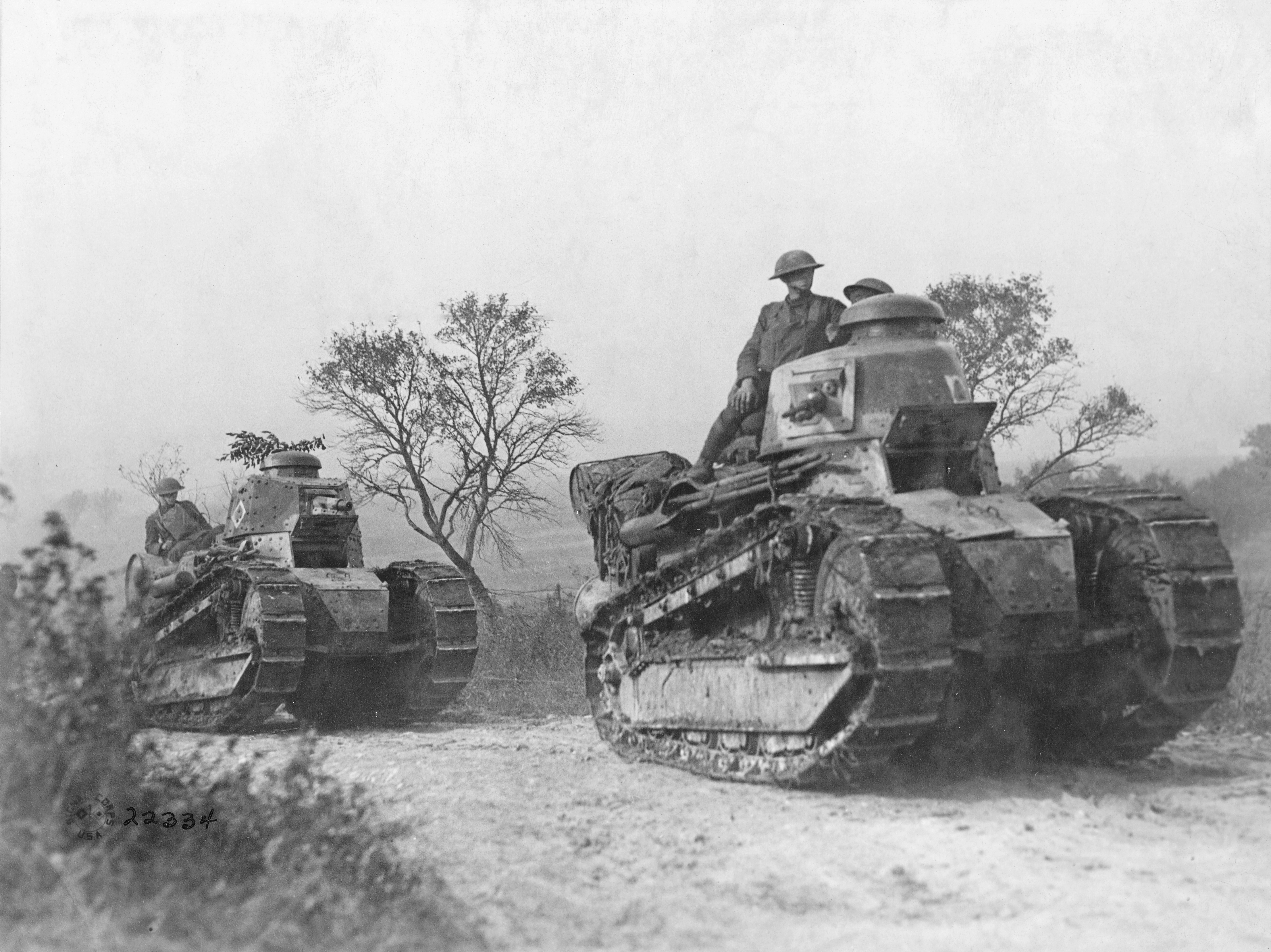
Troupes américaines sur des chars Renault FT en Argonne en 1918.

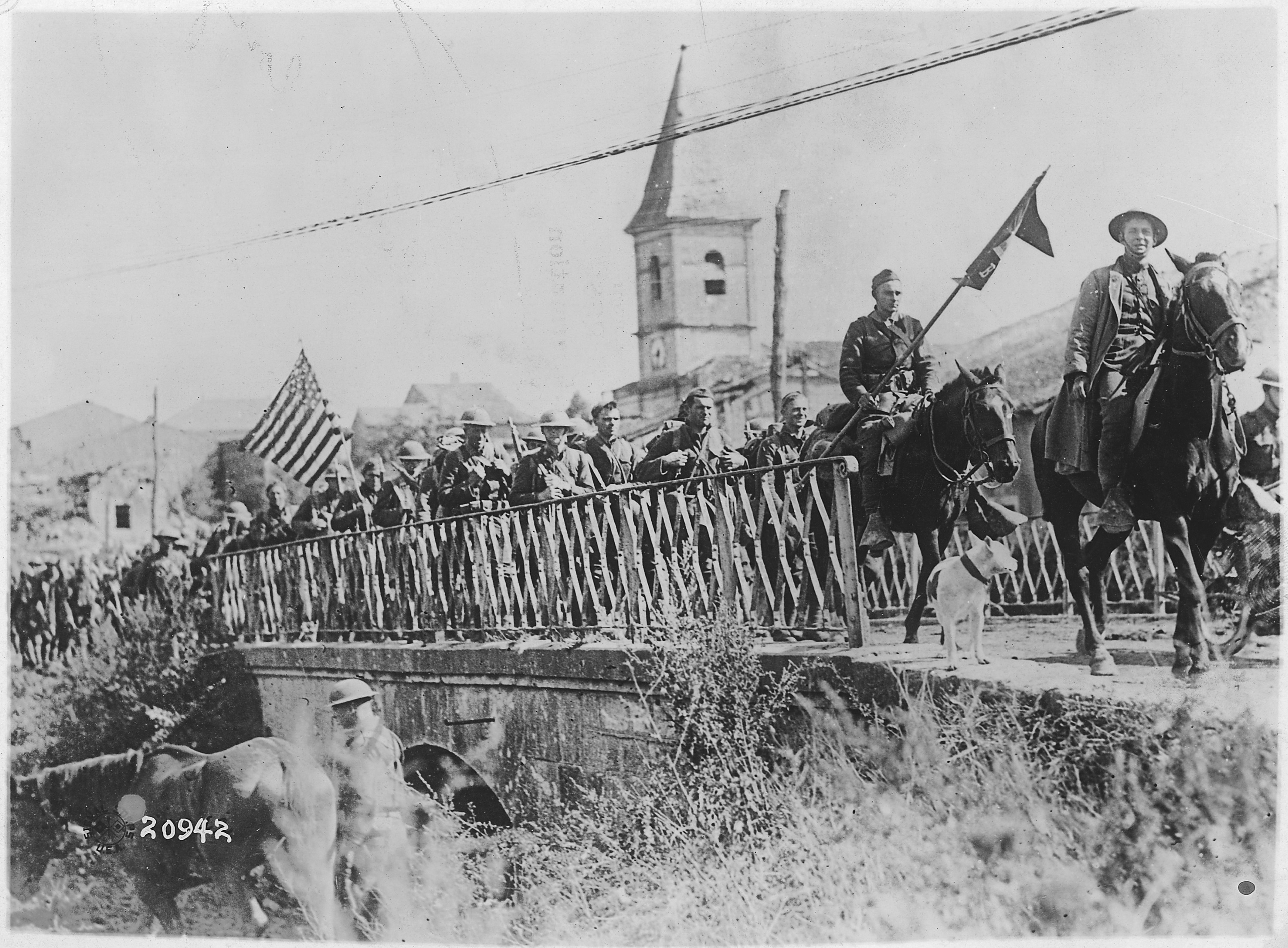
Unité de la 129th Machine gun Battalion, 35th Division durant la bataille de Saint Mihiel.

Lorsque la Première Guerre mondiale éclata en 1914 en Europe, l'armée ne dispose que de 3 divisions d'infanterie, une de cavalerie auxquelles il faut rajouter une brigade d'infanterie stationnée à Hawaï, soit 75 000 hommes.
En 1916, le National Defense Act prévoit une augmentation des effectifs jusqu'à 175 000 hommes assortie de la création de 7 régiments supplémentaires.
Cette armée n'a toutefois rien d'un corps d'élite bien équipé. Les dotations en matériel moderne sont timides et tardives. Ainsi, entre 1896 et 1916, le Congrès n'octroie qu'une ligne de crédit annuelle de 150 000 dollars américains pour l'achat de mitrailleuses. Ce chiffre passera du jour au lendemain à 12 millions fin 1916 quand la guerre fut inévitable. D'ailleurs peu habituée à de tels moyens, l'armée se donnera une dizaine de mois pour choisir son matériel. En matière d'aviation également, avec une enveloppe budgétaire de 450 000 dollars américains, les 5 années qui précédèrent l'entrée en guerre virent un effort dérisoire en ce domaine par rapport aux armées européennes qui en France et Allemagne consacrèrent 40 fois plus d'effort en ce domaine.
En mai 1917, l'armée américaine ne disposait que de 600 000 fusils, 2 000 mitrailleuses et 900 pièces d'artillerie de campagne. Au niveau motorisation, l'US Army disposait en avril 1917 d'un peu plus de 3 000 camions, en avait 85 000 fin 1918 et plus de 100 000 autres devaient entrer en service d'ici juillet 1919. Des véhicules furent fournis en nombre aux Alliés par l'industrie automobile américaine de loin alors plus puissante du monde, ainsi le Corps expéditionnaire britannique avait à la fin de cette guerre 18 984 ambulances et camions dérivés de la Ford T.
Lorsque l'Empire allemand reprend sa guerre sous-marine à outrance au début de 1917 et commence à couler des navires américains, les États-Unis entrent dans le conflit le 6 avril 1917 par une déclaration de guerre du Congrès des États-Unis. La guerre est votée par 373 voix contre 50. Le président Wilson proclame alors : « L'Amérique doit donner son sang pour les principes qui l'ont fait naître ».
Leur engagement tardif et laborieux fut cependant massif. La participation américaine à la guerre devient effective avec l'arrivée le 13 juin 1917 du général John Pershing et de son état-major qui vont commander l'American Expeditionary Force, le Corps expéditionnaire américain envoyé en Europe qui préfigure déjà l'immense capacité de mobilisation dont dispose le pays, pour peu qu'il se décide à la mettre en œuvre et qu'on lui laisse le temps de se préparer.
Afin de renforcer le moral allié, un petit contingent symbolique fut envoyé en France qui débarqua le 26 juin 1917 à Saint-Nazaire. Les chefs militaires français et anglais souhaitaient amalgamer les soldats américains dans les différentes armées existantes mais le général Pershing insista vigoureusement pour que le corps expéditionnaire demeurât une entité indépendante et dès le 21 octobre, les 14 500 hommes de la 1re division d'infanterie américaine furent affectés à un secteur relativement calme du front, près de Toul.
Les premiers enterrements de soldats américains tombés sur le sol de France eurent lieu le 4 novembre 1917.
Les résultats obtenus dans les transports de troupes américaines assurés par la Cruiser and Transport Force, depuis l'entrée en guerre des États-Unis jusqu'en mars 1918, avaient été faibles. Au 16 mars, à la veille de la première offensive allemande, ces troupes ne comptaient en France que 255 744 hommes dont 157 420 combattants. Au début de mai, l'appui que l'armée américaine est à même de donner aux armées de l'Entente reste encore très limité. Une seule de ses divisions (la 1re), en ligne sur le front de Picardie est considérée comme apte à participer à une grande bataille; trois autres (les 2e, 26e et 42e) tiennent des secteurs calmes en Lorraine où elles complètent leur instruction d'une durée de cinq mois. À ces quatre unités s'ajoutent : la 32e division, dont les régiments sont dispersés au long des voies de communication, et les 3e et 5e divisions, en cours de débarquement. Ces trois divisions, partiellement instruites aux États-Unis, doivent achever leur formation sur des fronts calmes et dans des camps. Enfin, quatre régiments d'infanterie noire, en cours de transport, seront, au fur et à mesure de leur arrivée, mis à la disposition du général Pétain, pour être rattachés à de grandes unités françaises. Le 24 avril, le général Pétain a fait connaître au général Foch qu'il estimait les 2e, 26e et 42e divisions américaines suffisamment instruites pour pouvoir participer à la "noria" générale, comme la 1re. Il a demandé, d'autre part, que l'envoi sur le front des 32e, 3e et 5e divisions fût hâté le plus possible. Grâce à l'appoint du tonnage britannique, la situation des transports américains va rapidement s'améliorer, dès le mois de mai. Alors que les effectifs transportés en mars et en avril avaient été respectivement de 64 200 et 93 128 hommes, ils s'élèvent en mai à 206 287 hommes, dont 176 602 combattants, parmi lesquels 140 024 appartiennent à l'infanterie.
D'autre part, les progrès réalisés dans l'instruction des troupes aux États-Unis laissent espérer qu'on pourra bientôt tabler sur des délais moins longs entre le débarquement des unités et leur emploi sur le front. Pour aider à cette évolution, le gouvernement français décide, le 19 mai, d'envoyer aux États-Unis le général Berthelot avec mission d'examiner les conditions dans lesquelles pourraient être augmentés les moyens d'instruction mis par la France à la disposition du gouvernement fédéral.
À la fin du mois de mai, la situation des forces américaines en France est la suivante :
- deux divisions (1re et 2e), aptes à participer à des batailles, sont en Picardie, à la disposition du commandement français ;
- trois divisions (26e, 32e et 42e) sont dans les secteurs calmes sur le front du groupe d'armées de l'Est ;
- deux divisions (3e et 5e) ont achevé leurs débarquements ;
- cinq divisions (4e, 28e, 30e, 35e et 82e) sont en cours de débarquement ;
- quatre divisions (27e, 33e, 78e et 80e) sont en cours de transport ;
- une division de dépôt (41e) est débarquée ;
- enfin, les quatre régiments d'infanterie noire ont été mis à la disposition du commandement français et complètent leur instruction[36].

Lors de la grande offensive de l'armée allemande en mars 1918, la gravité de la situation militaire aboutit à confier au général Ferdinand Foch le 3 avril « la direction stratégique des opérations militaires » puis, le 17 avril, le titre de « général en chef des armées alliées ».
Pershing mit donc à sa disposition les quatre divisions alors présentes et la première participation active de celles-ci eut lieu le 28 mai 1918 quand le 28e régiment de la 1re division fut engagé près de la petite ville de Cantigny au sud-est d'Amiens.
Cette unité prit la ville et la défendit contre sept contre-attaques allemandes, cette action contribua à montrer aux Allemands qu'ils avaient tort de voir dans ces civils en uniformes « une simple troupe d'amateurs ».
Le 31 mai 1918, lors de la seconde bataille de la Marne, la 2e division d'infanterie et des régiments de Marines renforcèrent les troupes coloniales françaises dans le secteur de Château-Thierry, elles repoussèrent les Allemands de l'autre côté de la Marne et chassèrent l'ennemi du bois Belleau entre les 6 et 25 juin.
Le 15 juillet, le généralissime allemand Erich Ludendorff tenta une fois encore d'arracher la victoire, cette fois en Champagne, entre Reims et l'Argonne. 85 000 Américains participèrent à la contre-offensive déclenchée dès le 18 juillet qui obligea les forces allemandes à se replier jusqu'à la Vesle.
Le 10 août 1918, Foch autorisa la constitution de la 1re armée américaine forte de 550 000 hommes qui se virent assigner la partie du front correspondant au saillant allemand de Saint-Mihiel, au sud-est de Verdun.
En août 1918, l'armée américaine en France représente 32 divisions qui ne sont pas toutes opérationnelles. En 1917, les divisions françaises, britanniques et allemandes comptaient toutes environ 12 000 hommes. Les divisions du corps expéditionnaire comptaient environ 27 000 hommes en moyenne ; si l'on y ajoute le personnel logistique et de soutien, elles arrivaient à 40 000. L'organisation de la division du corps expéditionnaire a été décidée après une étude d'envergure considérable, comprenant des visites aux états-majors britannique et français, afin de leur demander conseil. Les alliés recommandaient ce que l'on appelait la grande division. S'ils ne l'utilisaient pas eux-mêmes, c'était qu'ils manquaient de personnel. Une autre considération était la difficulté prévisible de trouver dans les rangs américains des officiers de commandement et d'état-major en quantité suffisante pour le grand nombre d'unités qu'il allait falloir organiser, le plus souvent à partir de zéro. Si les divisions américaines avaient été de la taille de celles des alliés, il aurait fallu trouver deux fois plus d'officiers d'état-major, et ceux-ci faisaient défaut.
Le 12 septembre, cette armée, appuyée par quelques unités françaises se lança à l'assaut. En trois jours, elle fit 16 000 prisonniers et captura 440 canons en réduisant cette tête de pont.
Le 26 septembre 1918, Pershing, qui avait maintenant 1 200 000 hommes, 2 417 canons et 324 chars à sa disposition, lança ses forces entre Meuse et Argonne sur un front de 24 kilomètres, dans le cadre de la vaste offensive Meuse-Argonne lancée tout le long du front entre Verdun et Ypres. Il s'agissait pour les Américains d'aller en direction de Sedan et d'essayer de couper la ligne de chemin de fer Mézières-Metz. Il faut signaler que cette opération a mis en désordre tous les projets d'entraînement du corps expéditionnaire; des hommes enrôlés depuis seulement six semaines se trouvaient précipités sur le front.

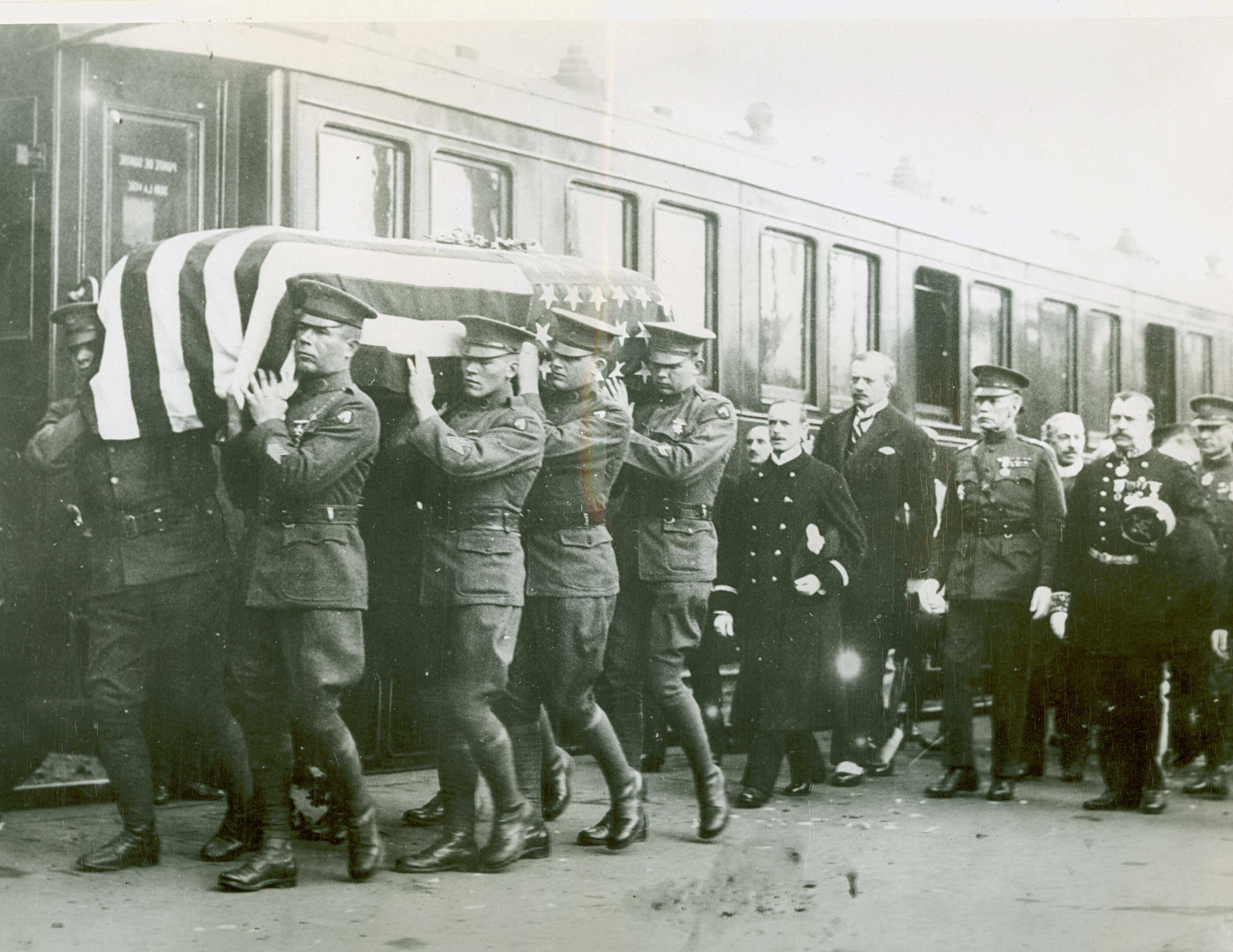
Rapatriement du corps du soldat inconnu américain à bord d'un train en France en 1921.

Elles bousculèrent, sans égard à leur énormes pertes, les Allemands contre qui elles s'élancèrent à découvert en formations serrées ; Les lignes allemandes commencèrent à se désintégrer le 1er novembre lorsque les troupes américaines, épuisées, reprirent leur avance et eurent recours, pour la première fois, à 36 000 obus de gaz de combat et des canons de marine tirant des obus d'une demi-tonne ; le 7, les Américains entraient dans les faubourgs de Sedan, établissaient des têtes de ponts sur la rive droite de la Meuse et coupaient le chemin de fer vital pour la logistique allemande.
Le 9 novembre, le régime impérial allemand s'écroula et, le 11 novembre 1918, l'armistice fut signé.
Le 11 novembre 1918, 3,8 millions d'Américains étaient sous les drapeaux et plus de deux millions de Sammies étaient en Europe continentale.
Les forces américaines ont évidemment contribué plus modestement que les autres alliés à la victoire si l'on considère qu'elles n'ont perdu que 116 000 hommes (53 000 tués au combat et 63 000 morts accidentelles ou maladies) et eurent 206 000 blessés alors que l'armée française eut 1 385 000 tués, mais ils sont arrivés juste à temps pour les aider à supporter la dernière grande offensive allemande.
Au début de cette offensive, le 1er avril 1918, l'armée allemande avait sur le front de l'Ouest une supériorité numérique de 324 000 hommes. À partir de juin, l'arrivée massive des troupes américaines permit de faire pencher la balance et en novembre, les Alliés et Associés dépassaient leurs adversaires de 600 000 hommes.

### Guerre du Viêt Nam
Durant la fin des années 1960, la guerre du Vietnam accaparé la majorité des grandes unités de l'armée régulière. En avril 1968, sur quatre divisions blindées, deux sont stationnées en Allemagne de l'Ouest avec deux autres destinées à renforcer l’Europe. Sur treize divisions d'infanterie, sept étaient au Sud Viêt Nam, deux en Corée du Sud, deux en Allemagne de l'Ouest et deux aux États-Unis (une destinée au renfort pour l’Europe et la seconde au renfort pour le Sud-Vietnam). Sur les deux divisions aéroportées, une était dans le sud du Vietnam et une aux États-Unis (avec une brigade au Sud-Vietnam). Sur les cinq régiments de cavalerie blindée, un était dans le sud du Vietnam, trois en Allemagne de l'Ouest et une aux États-Unis destiné à renforcer l’Europe. Une brigade blindée était aux États-Unis destinée à l’Europe. Une brigade aéroportée était au Sud-Vietnam.
En 1990, l'US Army comptait 18 divisions d'active : 
Divisions blindées (Armored Divisions)
- 1st Armored Division
- 2nd Armored Division
- 3rd Armored Division
- 4th Armored Division (dissoute en 1992)

Divisions d'infanterie mécanisée (Mechanized Infantry Divisions)
- 1st Infantry Division (Mechanized)
- 3rd Infantry Division (Mechanized)
- 4th Infantry Division (Mechanized)
- 5th Infantry Division (Mechanized) (dissoute en 1992)
- 8th Infantry Division (Mechanized) (dissoute en 1992)
- 9th Infantry Division (Motorized) (dissoute en 1991)

Divisions d'infanterie légère (Light Infantry Divisions)
- 6th Infantry Division (Light) (dissoute en 1994)
- 7th Infantry Division (Light) (dissoute en 1994)
- 10th Mountain Division (Light Infantry)
- 25th Infantry Division (Light)

Divisions aéroportées (Airborne Divisions)
- 82nd Airborne Division
- 101st Airborne Division (Air Assault)

Division de cavalerie
- 1st Cavalry Division

Lors de la fin de la guerre froide, au moment de la guerre du Golfe en 1991, ses effectifs étaient de 711 000.